# Geburtenbuch
Das Geburtenbuch ist das bis zum 31. Dezember 2008 geführte Personenstandsbuch eines Standesamtes über die in dessen Zuständigkeitsbereich geborenen Kinder. Die Eintragungen im Geburtenbuch sind Grundlage für die Erteilung der Geburtsurkunde.
Das Geburtenbuch hat verschiedene Funktionen. Einerseits belegt es amtlich die Geburt eines Kindes und ist die Grundlage für die Ausfertigung von Geburtsurkunden. Im Geburtenbuch wird auch der Tod der beurkundeten Person festgehalten. Aus diesem Grunde werden im Geburtenbuch auch die Nummern der am Standesamt geführten Testamentskartei eingetragen.
Wie auch bei den Heirats- und Sterbebüchern werden gleichzeitig mit der Beurkundung der Geburt durch den Standesbeamten beglaubigte Abschriften der Geburtseinträge angefertigt und zum „Zweitbuch“ gebunden. Das Zweitbuch wird beim Landratsamt bzw. der Kreisverwaltung gesammelt. Wesentliche nachträgliche Eintragungen im Erstbuch müssen ebenfalls im Zweitbuch gewahrt werden. Bei einem Verlust des Erstbuches wird das Zweitbuch zum Erstbuch erklärt. Durch Abschrift wird dann wieder ein neues Zweitbuch erstellt.
Aufgrund einer Personenstandsrechtsreform werden die Geburtenbücher ab dem 1. Januar 2009 Geburtenregister genannt. Grundsätzlich sind diese in elektronischer Form zu führen (§ 3 Abs. 2 Personenstandsgesetz). Während einer Übergangszeit vom 1. Januar 2009 bis zum 31. Dezember 2013 war weiterhin eine Führung in Papierform möglich.